# Эпиморфизм
Эпиморфи́зм в категории ― морфизм {\displaystyle m:A\to B}, такой что из всякого равенства {\displaystyle f\circ m=h\circ m} следует {\displaystyle f=h} (другими словами, на {\displaystyle m} можно сокращать справа).
Эпиморфизмы представляют собой категорный аналог понятия сюръективной функции, но это не одно и то же.
Двойственным к понятию эпиморфизм является понятие мономорфизма; эпиморфизм, являющийся одновременно и мономорфизмом, называется биморфизмом.

## Примеры
Каждый морфизм в конкретной категории, которому соответствует сюръективная функция, является эпиморфизмом. Например, сюръективный гомоморфизм  групп или  графов. Во многих категориях обратное тоже верно. Например, это верно в категориях множеств, групп, абелевых групп, векторных пространств, правых модулей и топологических пространств. Однако, например, в категории колец вложение {\displaystyle \mathbb {Z} \to \mathbb {Q} } — несюръективный эпиморфизм (и, кроме того, биморфизм, не являющийся изоморфизмом).

## Свойства
Любой морфизм, имеющий обратный справа, является эпиморфизмом. Действительно, если существует морфизм {\displaystyle j:Y\to X}, такой что {\displaystyle m\circ j=\mathrm {Id} _{Y}}, то легко проверить, что {\displaystyle m} — эпиморфизм, домножив равенство {\displaystyle f\circ m=h\circ m} на {\displaystyle j} справа. Композиция двух эпиморфизмов — снова эпиморфизм. Если композиция {\displaystyle m\circ j} двух морфизмов — эпиморфизм, то {\displaystyle m} должен быть эпиморфизмом.
Как и многие концепции в теории категорий, эпиморфность сохраняется при эквивалентности категорий, {\displaystyle m} является эпиморфизмом в одной категории тогда и только тогда, когда он является эпиморфизмом в другой.
Определение эпиморфизма можно переформулировать таким способом: {\displaystyle m:X\to Y} — эпиморфизм тогда и только тогда, когда индуцированное отображение:
{\displaystyle {\begin{matrix}\operatorname {Hom} (Y,Z)&\rightarrow &\operatorname {Hom} (X,Z)\\g&\mapsto &gm\end{matrix}}}
инъективно для всех {\displaystyle Z}.